# Герлах, Йозеф
Йозеф фон Герлах (Joseph von Gerlach, 1820—1896) — немецкий гистолог и анатом; член Баварской академии наук.

## Биография
Изучал медицину в Вюрцбурге, Берлине и Мюнхене, затем занимался врачебной практикой в Майнце. В 1850 году приглашён ординарным профессором анатомии в Эрланген (до 1891 года). Герлаху принадлежит целый ряд усовершенствований в области техники микроскопической анатомии (инвекция капилляров желатиной, окраска тканей анилиновыми красками, применение фотографии к микроскопическим исследованиям).

## Публикации
- «Handbuch der allgemeinen und speciellen Gewebelehre» (1848),
- «Mikroskopische Studien» (1852),
- «Die Photographie als Hilfsmittel mikroskopischer Forschung» (Лпц., 1863),
- «Das Verhältniss der Nerven zu den Willkürlichen Muskeln der Wirbelthiere» (Лпц., 1874),
- «Beiträge zur normalen Anatomie des menschlichen Auges» (1880) и др.

Его сын, Лео Герлах, анатом, род. 1851, с 1882 года профессор и с 1891 года преемник отца в Эрлангене и директор Анатомического института.

## Названы именем Герлаха
- Кольцо Герлаха — волокнисто-хрящевое кольцо (лат. annulus fibrocartilagineus), место прикрепления барабанной перепонки[3].
- Миндалина Герлаха (трубная миндалина, лат. tonsilla tubaria) — скопление лимфоидной ткани вблизи глоточного отверстия слуховой трубы[4].